# Giosuè Carducci
Giosuè Carducci (Valdicastello, Toscana, 1835 - Bolonya, Itàlia, 1907) fou un poeta i professor universitari italià guardonat amb el Premi Nobel de Literatura l'any 1906.

## Biografia
Va néixer el 27 de juliol del 1835 al poblet de Valdicastello, població situada al municipi de Pietrasanta, en aquells moments part d'una Toscana independent però que el 1860 s'uniria a la Itàlia unificada. Fill d'un metge rural, va passar la seva infància a la regió de Maremma abans de traslladar-se a Pisa, l'any 1853, on va estudiar Filosofia i Lletres a la seva universitat. Després d'exercir de professor en diferents centres docents, entre 1860 i 1904 va ser professor de literatura italiana a la Universitat de Bolonya, càtedra que va mantenir durant 42 anys. Morí en aquesta ciutat el 16 de febrer del 1907.

## Obra literària
Oposat al papat, la monarquia i al sentimentalisme que dominaven la literatura italiana del seu temps, fou el primer poeta que va adaptar amb èxit la mètrica clàssica llatina a la poesia italiana moderna. En tota la seva obra, són notòries l'afirmació de la seva personalitat, la seva rebel·lia i l'incorformisme -sobretot en la seva època juvenil-, així com el seu anticlericalisme militant.
L'any 1906, fou guardonat amb el Premi Nobel de Literatura, el primer italià a aconseguir aquest reconeixement, no sols en consideració a la seva recerca literària profunda i crítica, sinó sobretot com un tribut a l'energia creativa, la frescor de l'estil, i la força lírica que caracteritzen les seves obres mestres poètiques.

### Obra seleccionada
- 1857: Rime
- 1863: Juvenilia
- 1865: Inno a Satana
- 1865: Levia Gravia
- 1871: Decenalia
- 1873: Nuove poesie
- 1874: Studi letterati, assaig
- 1876: Bozetti critici e discorsi letterari, assaig
- 1879: La canzone di Legnano
- 1882: Giambi ed epodi
- 1883: Ça ira
- 1886: Intermezzo
- 1877-1889: Odi Barbare
- 1897: La chiesa di Polenta, obra a la qual posà música l'any 1903 Francesco Balilla Pratella[1]
- 1901: Rime e Ritmi
- 1928: Primizie e reliquie, obra pòstuma

## Reconeixements
En honor seu, s'anomenà el cràter Carducci sobre la superfície del planeta Mercuri.